# Solpuga venosa
Solpuga venosa är en spindeldjursart som beskrevs av William Frederick Purcell 1899. Solpuga venosa ingår i släktet Solpuga och familjen Solpugidae. Inga underarter finns listade i Catalogue of Life.